# Castel di Sangro
Castel di Sangro est une commune de la province de L'Aquila dans les Abruzzes en Italie.

## Géographie
Castel di Sangro appartient à la Communauté de montagne Alto Sangro e Altopiano delle Cinque Miglia. La ville se trouve dans la vallée du Sangro.

## Histoire
Dans l'antiquité, le nom de Castel di Sangro était Aufidena et la région était peuplée par les Samnites. La ville possède une basilique depuis le Moyen Âge, la Basilique Santa-Maria Assunta.

## Économie
Castel di Sangro possède des activités commerciales et touristiques : elle est proche des pistes de ski de Roccaraso, Pescocostanzo et de Rivisondoli.

## Administration
| Période                                  | Période      | Identité           | Étiquette          | Qualité |
| ---------------------------------------- | ------------ | ------------------ | ------------------ | ------- |
|                                          |              | Siro Piero Gargano | (Gauche)           |         |
| 1996                                     | 14 juin 2004 | Roberto Fiocca     | (Droite)           |         |
| 14 juin 2004                             | En cours     | Umberto Murolo     | Casa delle Libertà |         |
| Les données manquantes sont à compléter. |              |                    |                    |         |

### Hameaux
Località Pontone, Località Sant'Angelo, Roccacinquemiglia, Torre di Feudozzo

### Communes limitrophes
Montenero Val Cocchiara (IS), Rionero Sannitico (IS), Rivisondoli, Roccaraso, San Pietro Avellana (IS), Scontrone, Vastogirardi (IS)

### Évolution démographique
Habitants recensés